# فرقة المشاة الستين (الفيرماخت)
تم تشكيل فرقة المشاة الستين في أواخر عام 1939، من مجموعة إيبرهارت، وهي مجموعة من وحدات كتيبة العاصفة التي شاركت في الاستيلاء على دانزيغ أثناء غزو بولندا. كانت هذه لبفرقة غير مألوفة من حيث أن قوتها البشرية مستمدة إلى حد كبير من كتيبة العاصفة والشرطة. شاركت هذه الفرقة في غزو فرنسا (1940)، وتم نقلها في يوليو 1940 إلى بولندا حيث تم ترقيته إلى فرقة المشاة الستين (الآلية). خلال هذه الترقية تم تخفيضها إلى فوجين (وفوجي المشاة 92 و24) والفوج الآخر (فوج المشاة 243) أعيد تعيينها. في يناير 1941، تم نقل الفرقة إلى رومانيا وشاركت في أبريل في غزو يوغوسلافيا واليونان. شاركت هذه الفرقة في عملية بارباروسا، حيث تقدمت عبر أومان وعبر نهر دنيبر كجزء من مجموعة بانزر الأولى (بقيادة الجنرال بول لودفيغ إيفالد فون كلايست). شاركت في هجوم واحتلال روستوف حتى تم سحبها مع القوات الألمانية الأخرى إلى نهر ميوس. في سلسلة من المعارك الدفاعية خلال شتاء 1941-1942، تمكنت من الحفاظ على موقعها ثم في مارس 1942 شاركت في معارك خاركيف. في وقت لاحق من عام 1942، شاركت الفرقة في التوجه نحو ستالينجراد. خلال الجزء الأخير من عام 1942، شاركت في المعارك المريرة في هذه المدينة، ثم في أوائل عام 1943 تم تطويقها في ستالينجراد وتدميرها. 
في منتصف عام 1943، أمر بإصلاح الفرقة، باعتباره تشكيل بانزرجرينادير (فرقة بانزرجرينادير فيلدرهنرهال 60 ) وكجزء من فيلق بانزر فيلدرهنرهال. لمزيد من المعلومات، راجع فيلق بانزر فيلدرهنرهال. 